# Juan Carlos Marambio Catán
Juan Carlos Marambio Catán (Bahía Blanca, Buenos Aires, 30 de julio de 1895 – Mendoza, Argentina, 15 de febrero de 1973), fue un cantor y compositor de tangos argentino. Es conocido por haber colaborado con Enrique Santos Discépolo en una letra para el tango El choclo, haberle puesto la letra a Buen amigo y por haber compuesto el tango Acquaforte.

## Actividad profesional
Pertenecía a una familia de militares e ingresó en la Escuela Naval Militar de Río Santiago pero la dejó en 1913 y se fue al Paraguay a trabajar con el cantor Fernando Nunziata. De regreso, comenzó a cantar profesionalmente con el seudónimo de Carlos Núñez; primero lo hizo en dúo con Saúl Salinas y luego con Carlos Montbrun Ocampo.  
En 1922 debutó en el teatro reemplazando a Florindo Ferrario –un actor que también era cantante- en la compañía de José Podestá. También actuó en las compañías de revistas de Ivo Pelay y de Manuel Romero. Formó un dúo con Alfredo Pelaia y en 1923 hizo su primera grabación. Al año siguiente estrenó el tango Bizcochito, de Enrique Santos Discépolo y lo grabó.
Marambio Catán recorrió todo el territorio nacional cantando tangos y canciones criollas e hizo extensas giras que lo llevaron a Chile, Bolivia, Perú y Colombia. En este país estrenó Príncipe, el primer tango de Francisco García Jiménez llevado a la escena.
En dos oportunidades viajó a Europa cantando en Alemania, España, Francia, Italia, Portugal, Grecia y Yugoslavia, así como también en Egipto.En uno de esos viajes actuó fugazmente en Venecia con la orquesta de Eduardo Bianco. En 1942 trabajó con Luis Arata en una temporada de la obra Un tal Servando Gómez y después se retiró para dedicarse a otras actividades artísticas. 
Era un hombre de buena cultura; en 1930 a pedido de la hermana de Ángel Villoldo hizo una letra para el tango El choclo pero en 1947 cuando Libertad Lamarque quería incluirlo en la película mexicana Gran Casino consideró que el texto no era adecuado para que lo cantara una mujer por lo que comenzó una negociación de resultas de la cual Discépolo elaboró otra letra y se firmó un convenio en el cual atenta la participación de ambos autores las regalías se repartirían por mitades.
Cuenta Marambio Catán que en 1931 después de terminar sus actuaciones en El Cairo durante una gira que había abarcado varios países, embarcó en Alejandría rumbo a Génova y de allí en tren a Milán. En esta ciudad se encontró con Pettorossi y fueron a festejar al cabaré Excelsior donde, mientras recordaban cosas de su país, el músico le tarareó una melodía que se le había ocurrido en esos días. Acordaron que a ella le pusiera letra Marambio Catán y este, observando que las mujeres que atendían al público en el lugar les prestaban poca o ninguna atención –hecho que atribuyó a que estaban viejos o, por lo menos, avejentados- comenzó a desarrollar el cuadro de lo que esa noche estaba viendo en el local.
Cuando quisieron publicarla la obra, fue rechazada por la censura del gobierno que encabezaba Benito Mussolini porque entendían que la canción era de ideología anarquista pero mediante gestiones que hizo un sacerdote amigo de Pettorosi  consiguieron la aprobación a condición de que el título llevara la aclaración "Tango Argentino" porque –decían- lo que narraba la letra no ocurría en Italia. Fue traducida al italiano, estrenada con éxito en la voz del tenor Gino Franzi y posteriormente traducida al francés.
El 2 de mayo de 1970 la Academia Porteña del Lunfardo lo designó académico de número. Marambio escribió un libro de memorias titulado 60 años de tango que, con prólogo deRaúl González Tuñón, se publicó en 1973, dedicado a “mi esposa, amiga y consejera, Laura Ferreyra, a mi hijo Juan Carlos, a mis nietos Gustavo, Claudia, Fabián y María Fernanda, al señor que fue mi padre, a la Academia Porteña del Lunfardo, a mis familiares y amigos”.
Marambio Catán falleció en Mendoza el 15 de febrero de 1973. 

## Letras de canciones
Tangos
- Callecita de mi barrio
- Cicatrices
- Compañero
- Chola
- La borrachera del tango
- La mina del Ford
- Micifuz
- Virgencita de Pompeya
- La cumparsita
- El poncho del olvido
- Entre sombras
- Fruto bendito
- Hipólito Yrigoyen
- La carreta
- La querencia
- Llanto de madre
- Buen amigo
- Apocalipsis
- El flete
- Acquaforte
- El choclo
- Bizcochito
- Nueve de julio
- Don Juan, el taita del barrio
- Príncipe
- El chamuyo

Foxtrots
- La hija de japonesita

Zambas
- La salteñita
- Machaza mi suerte

Valses
- Rosal de amor
- Cobardía
- Por una mujer

Milongas
- Tortazos
- Venga de donde venga

Estilos
- Beso de sol
- Tradición gaucha

Chacarera
- Fiesta grande en Santiago